# NGC 1234
NGC 1234 este o galaxie spirală situată în constelația Eridanul. A fost descoperită în 1886 de către Francis Leavenworth.